# Где ты, Челси?
«Где ты, Че́лси?» (англ. Are You There, Chelsea?), ранее известен как «Где ты, во́дка? Это я, Челси» (англ. Are You There Vodka? It's Me, Chelsea) — американский ситком, созданный Дотти Циклин и Джули Энн Ларсон. Сериал основан на бестселлере Челси Хэндлер 2008 года и вышел на телеканале NBC 11 января 2012 года. 11 мая 2012 года канал закрыл телесериал.

## Сюжет
Сериал рассказывает об откровенной женщине Челси Ньюман, характер которой основан на Челси Хэндлер, и её близких друзьях в Нью-Джерси через повествование и наблюдения самой Ньюман. Многие ситуации взяты из книги Хэндлер, которая основана на её карьере в 20 лет.

## В ролях

### Основной состав
- Лора Препон — Челси Ньюман
- Джейк Макдорман — Рик Миллер
- Лорен Лэпкус — Ди Ди
- Ленни Кларк — Мелвин Ньюман
- Али Вонг — Оливия
- Марк Повинелли — Тодд

### Второстепенный состав
- Челси Хэндлер — Слоан Брэдли
- Наташа Леггеро — Никки Натоли

## Производство
Пилот впервые появился в производстве телеканала NBC в ноябре 2010 года. 26 января 2011 года NBC начал разработку пилотного выпуска. Дотти Циклин и Джули Энн Ларсон написали сценарий пилота, а Гейл Манкузо должен был режиссировать серию. В дополнение к этому исполнительный продюсер Челси Хэндлер будет играть одну из главных ролей в сериале, беременную старшую сестру Челси.
Кастинг начался в январе 2011 года. Первой была утверждена Лора Препон, которая играет ведущую роль Челси Ньюман, на ранних этапах разработки Челси Хэнсон. Далее к актерскому составу присоединилась Анджел Лакета Мур, которая должна была играть Шонику, помощницу руководителя спорт-бара, где работает Челси. Лорен Лапкус и Натали Моралес соответственно исполняют роли Ди Ди, шампанку, с которой Челси и Ивори живут, и Моралес играющую Ивори, старую подругу Челси филиппинско-американского происхождения. Джо Кой позже присоединился к сериалу в роли Марка, бармена, коллеги Челси. Марк Повинелли присоединился к шоу в роли Тодда, работника спорт-бара, где работает Челси. Ленни Кларк был последним утверждённым актером, он играет Мелвина, отца Челси, который является большим человеком и большой личностью.
NBC заказал пилот сериала 13 мая 2011 года, чтобы начать показ сериала в середине сезона 2011—2012 годов. Получасовые серии производятся компанией Warner Bros. Television.
3 июля 2011 года было объявлено, что Моралес, Мур и Кой были исключены из актерского состава в связи с творческими разногласиями. 9 августа 2011 года Джейк МакДорман заменил Джо Кой в роли бармена. В оригинальном пилотном выпуске он сыграл Джонатана, одного из любовных интересов Челси. Также местоположение шоу было перенесено из Лос-Анджелеса в Нью-Джерси.
25 августа 2011 года Али Вонг присоединилась к актерскому составу как Оливия, лучшая подруга Челси с начальной школы и официантка в баре, где работает Челси.
14 ноября 2011 года NBC объявил, что «Где ты, Челси?» стартует в среду, 11 января 2012 с 19:30 по 20:30 после ситкома «Уитни».

## Эпизоды
| №  | Название                                                                              | Режиссёр     | Автор сценария                  | Дата премьеры   | Произв. код | Зрители в США (млн) |
| -- | ------------------------------------------------------------------------------------- | ------------ | ------------------------------- | --------------- | ----------- | ------------------- |
| 1  | «Pilot» «Пилот»                                                                       | Гейл Манкусо | Дотти Циклин и Джули Энн Ларсон | 11 января 2012  | 2J6551      | 6,18                |
| 2  | «Sloane's Ex» «Бывший Слоан»                                                          | Гейл Манкусо | Робин Шифф и Брайан Гэлливан    | 18 января 2012  | 2J6555      | 4,21                |
| 3  | «Believe» «Вера»                                                                      | Гейл Манкусо | Джули Энн Ларсон и Дотти Циклин | 25 января 2012  | 2J6554      | 3,80                |
| 4  | «Strays» «Визиты»                                                                     | Гейл Манкусо | Джереми Холл                    | 1 февраля 2012  | 2J6556      | 4,04                |
| 5  | «The Gynecologist» «Гинеколог»                                                        | Гейл Манкусо | Клэй Грэм                       | 8 февраля 2012  | 2J6560      | 3,63                |
| 6  | «How to Succeed in Business Without Really Crying» «Как преуспеть в бизнесе без слез» | Гейл Манкусо | Клэй Грэм и Робин Шифф          | 15 февраля 2012 | 2J6553      | 3,42                |
| 7  | «DeeDee's Pillow» «Подушка Ди Ди»                                                     | Гейл Манкусо | Реджина Стюарт                  | 22 февраля 2012 | 2J6559      | 3,38                |
| 8  | «Those Damn Yankees» «Эти чёртовы янки»                                               | Гейл Манкусо | Эрик Циклин                     | 29 февраля 2012 | 2J6558      | 3,45                |
| 9  | «Fired» «Уволенный»                                                                   | Гейл Манкусо | Клэй Грэм и Робин Шифф          | 7 марта 2012    | 2J6562      | 3,62                |
| 10 | «The Foodie» «Гурман»                                                                 | Гейл Манкусо | Джули Энн Ларсон и Дотти Циклин | 14 марта 2012   | 2J6552      | 2,88                |
| 11 | «Boots» «Башмаки»                                                                     | Гейл Манкусо | Джули Энн Ларсон и Дотти Циклин | 21 марта 2012   | 2J6557      | 3,47                |
| 12 | «Surprise» «Сюрприз»                                                                  | Гейл Манкусо | Джули Энн Ларсон и Дотти Циклин | 28 марта 2012   | 2J6561      | 3,08                |